# Тријузун
Тријузун (фр. Triouzoune) је река у Француској. Дуга је 51 km. Улива се у Дордоњу. 